# Ochicanthon thai
Ochicanthon thai är en skalbaggsart som beskrevs av Renaud Maurice Adrien Paulian 1987. Ochicanthon thai ingår i släktet Ochicanthon och familjen bladhorningar. Inga underarter finns listade i Catalogue of Life.